# Lancia Stratos
La Lancia Stratos è un'auto sportiva prodotta dalla casa automobilistica italiana Lancia dal 1973 al 1975. Venne disegnata da Marcello Gandini per Bertone ed equipaggiata con motore e cambio V6 Ferrari Dino espressamente per distinguersi nei rally. Dalla seconda metà degli anni 1970 la versione preparata dalla Squadra Corse Lancia HF, la Stratos HF, ottenne una lunga serie di successi che la fecero entrare nella storia della disciplina.

## Storia

### Anteprima: la Strato's Zero (1970) e la Stratos HF (1971)

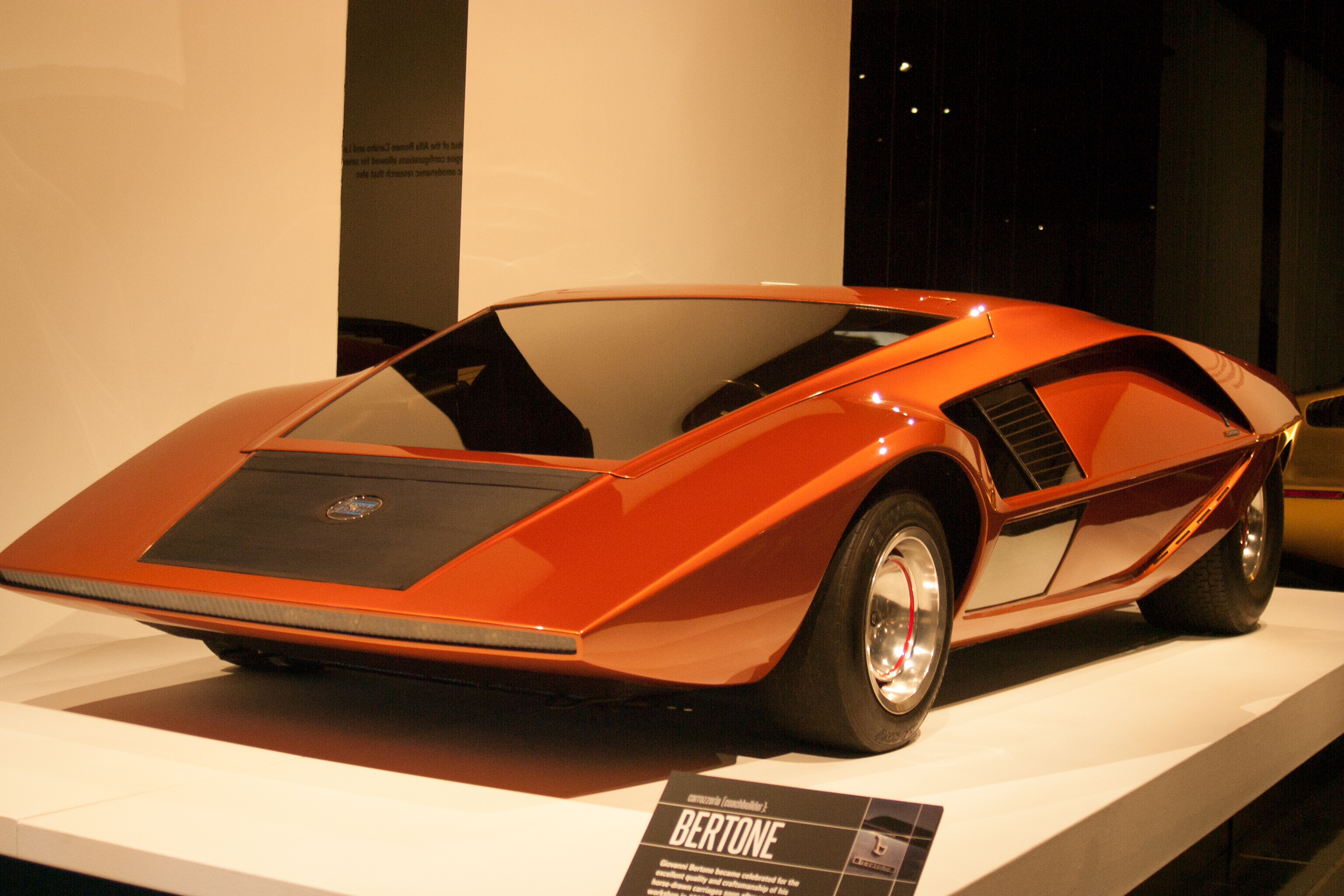
La Strato's Zero, il primo passo verso la Stratos di serie, presentata nel 1970 al Salone dell'automobile di Torino

La Strato's Zero è una dream car esposta per la prima volta dalla carrozzeria Bertone come prototipo al Salone dell'automobile di Torino del 1970; fu presentata come progetto di autovettura sportiva a motore centrale (il V4 di una Lancia Fulvia Coupé recuperato da un demolitore), di concezione avveniristica per quei tempi. Il design opera di Marcello Gandini (l'autore di auto come la Fiat X1/9 e la Lamborghini Countach), suscitò subito grande interesse in tutti i visitatori del salone per il suo stile innovativo e "di rottura", soprattutto per un marchio come Lancia. Abolite le portiere, sul prototipo si saliva aprendo direttamente il parabrezza e calandosi all'interno scavalcando il piantone dello sterzo snodato; il cofano posteriore aveva un inedito motivo a freccia, le luci posteriori erano formate dal semplice contorno luminoso del volume di coda, mentre quelle anteriori da 10 proiettori affiancati sull'affilato muso della vettura, verniciata in bronzo metallizzato
Cesare Fiorio, alla guida della squadra corse Lancia HF e in cerca di una sostituta adeguata nei rally per l'ormai vetusta Fulvia Coupé 1600 HF, vide in questo prototipo a motore centrale la giusta carica di novità necessaria all’azienda, entrata l’anno prima nel Gruppo Fiat. Per progettare la degna erede della Fulvia Coupé, Fiorio ascoltò i pareri dei piloti e dei tecnici della vincente squadra corse HF e stabilì le direttive base: passo corto, 2 posti secchi, potente motore centrale, aerodinamica avanzata e sfruttabilità in ogni condizione (pista, strada e sterrato).

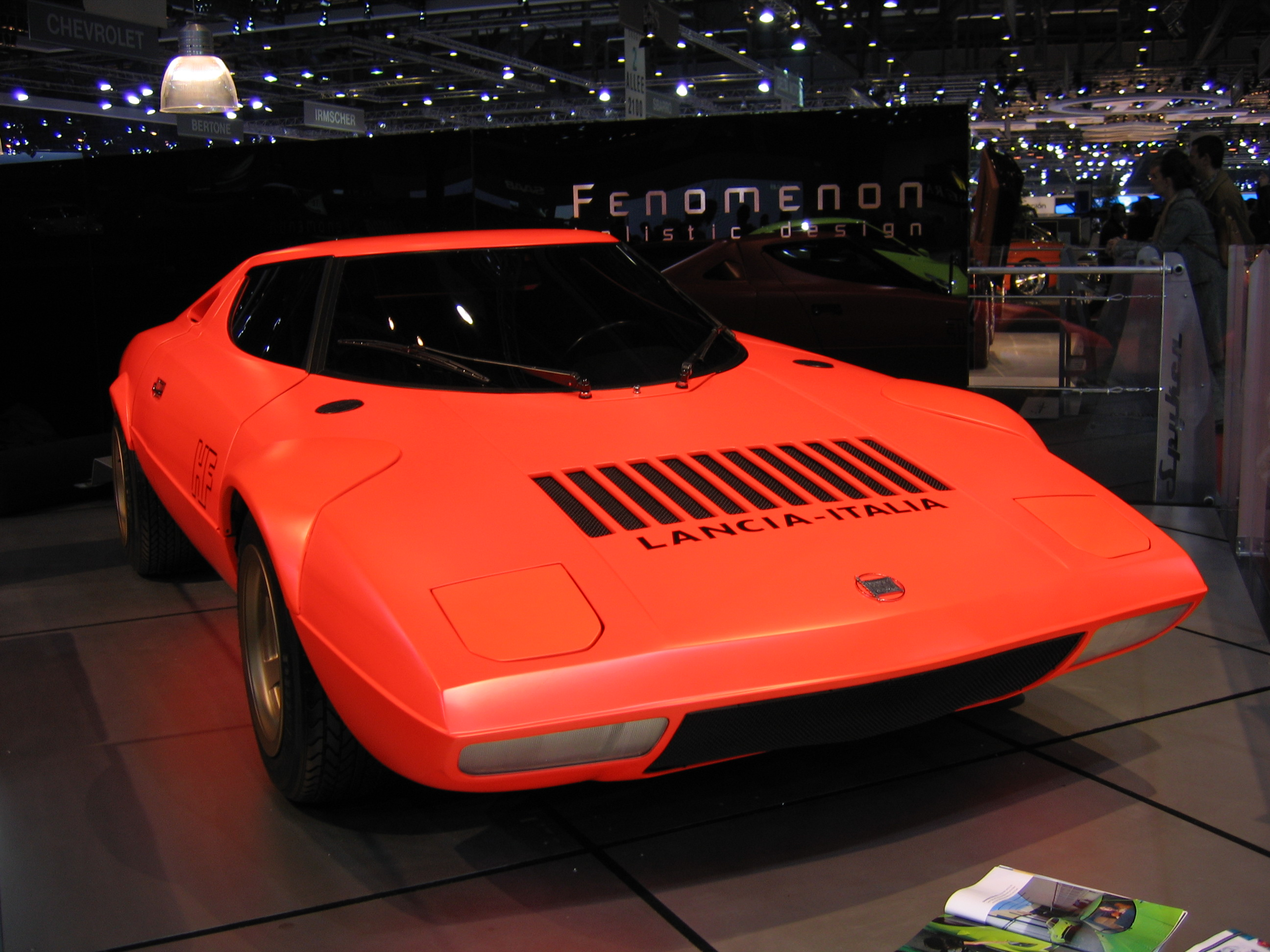
La Stratos HF del 1971, versione più vicina della Stratos definitiva

Tuttavia i regolamenti internazionali obbligavano a costruire almeno 500 esemplari di una nuova vettura per poterla omologare in Gruppo 4. Per questo motivo, nella primavera del 1971, Fiorio e Pier Ugo Gobbato, il nuovo direttore generale Lancia, che voleva rendere lustro all’azienda attraverso prestigiose vittorie internazionali, chiesero a Nuccio Bertone di progettare e produrre una vettura che fosse meno avveniristica della “Zero” ma che, pur rispettando le richieste di Fiorio, fosse adatta a essere prodotta in serie, sia pur limitata. 
Così per tutta l’estate la Carrozzeria Bertone e la Lancia HF lavorarono per presentare in tempo per il Salone di Torino 1971 il prototipo semi-definitivo della Stratos HF (High Fidelity), privo tuttavia del motore. Solo dopo una lunga trattativa tra Pier Ugo Gobbato ed Enzo Ferrari in persona, venne raggiunto l'accordo per usare il motore V6 Dino: nelle clausole, il Drake ottenne il «prestito» a Maranello di due uomini Lancia, il pilota Sandro Munari e il team manager Fiorio, per la successiva Targa Florio 1972 che sarà vinta proprio dalla Ferrari 312 P dell'equipaggio Merzario-Munari.

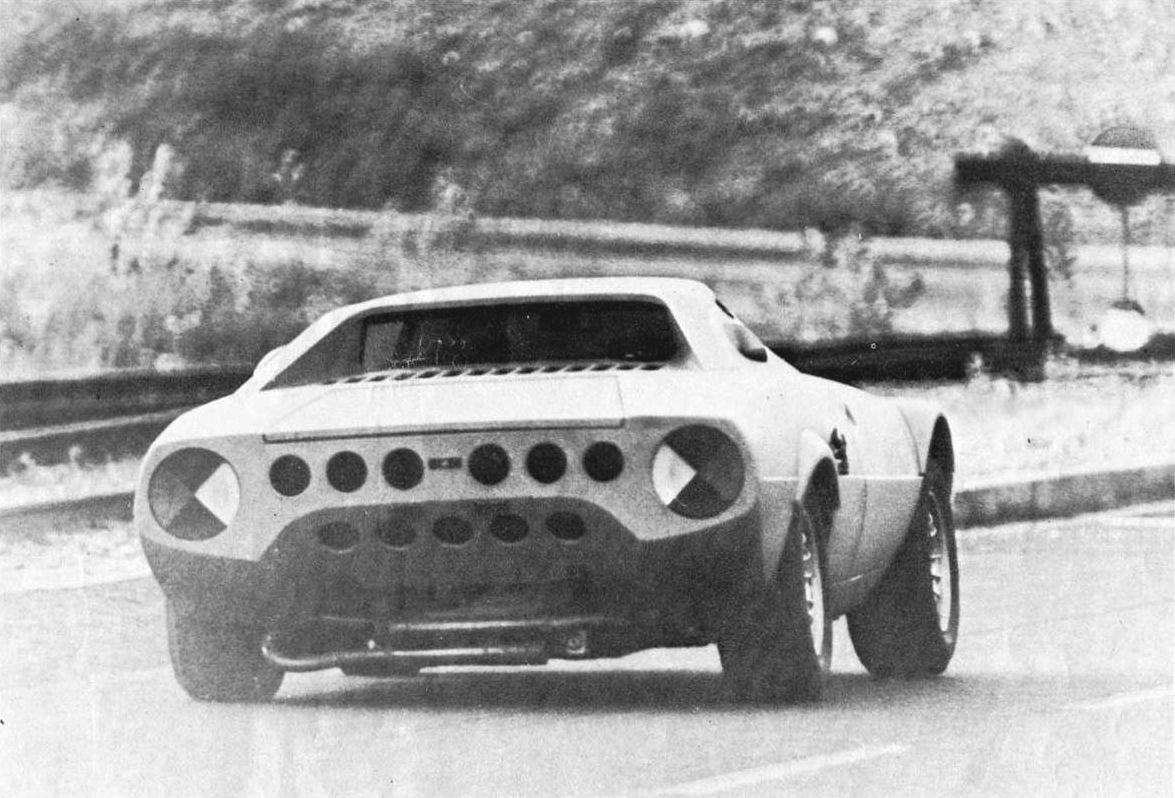
Vista posteriore del prototipo Stratos HF in fase di sviluppo, qui nel 1972 a Chivasso durante una prova per la rivista Autosprint

Tornando alla Stratos, a quel punto la prima automobile specificamente progettata per i rally e poi prodotta in serie era pronta. Una corta coupé 2 posti secchi con scocca e telai ausiliari in acciaio, carrozzeria in vetroresina, motore centrale posteriore per un’ottimale distribuzione dei pesi e trazione posteriore per migliorare la motricità. In definitiva il prototipo Strato's Zero ispira soltanto la Stratos vera e propria, che infatti non ne riprende alcuna parte meccanica.

### La versione definitiva (1973-1974)
Gli ingegneri Lancia guidati da Gianni Tonti, pienamente sostenuti da Gobbato e, in gran segreto, anche da Gianni e Umberto Agnelli, si misero al lavoro per creare espressamente una vettura che potesse dominare il panorama rallystico mondiale. Partirono progettando l'abitacolo come una cellula di sicurezza in acciaio a cui saldare due telai a tubi quadri di acciaio per sostenere il gruppo motopropulsore e le sospensioni. La sospensione posteriore utilizzava lo schema MacPherson con barra antirollio, molto robusto, adattabile a pneumatici di varie misure e facilmente regolabile alle altezze diverse richieste da sterrato e da strada. La sospensione anteriore invece sfruttava un classico sistema a doppi quadrilateri sovrapposti con molle elicoidali, ammortizzatori idraulici telescopici e barra antirollio; una soluzione da vera auto sportiva. Gli sbalzi anteriore e posteriore erano contenuti al massimo, il passo di soli 2180 mm e le carreggiate anteriore e posteriore erano rispettivamente di 1430 e 1460 mm. Il rapporto tra dimensioni del passo e della carreggiata e uno sterzo a cremagliera molto preciso e diretto resero l’auto molto maneggevole.

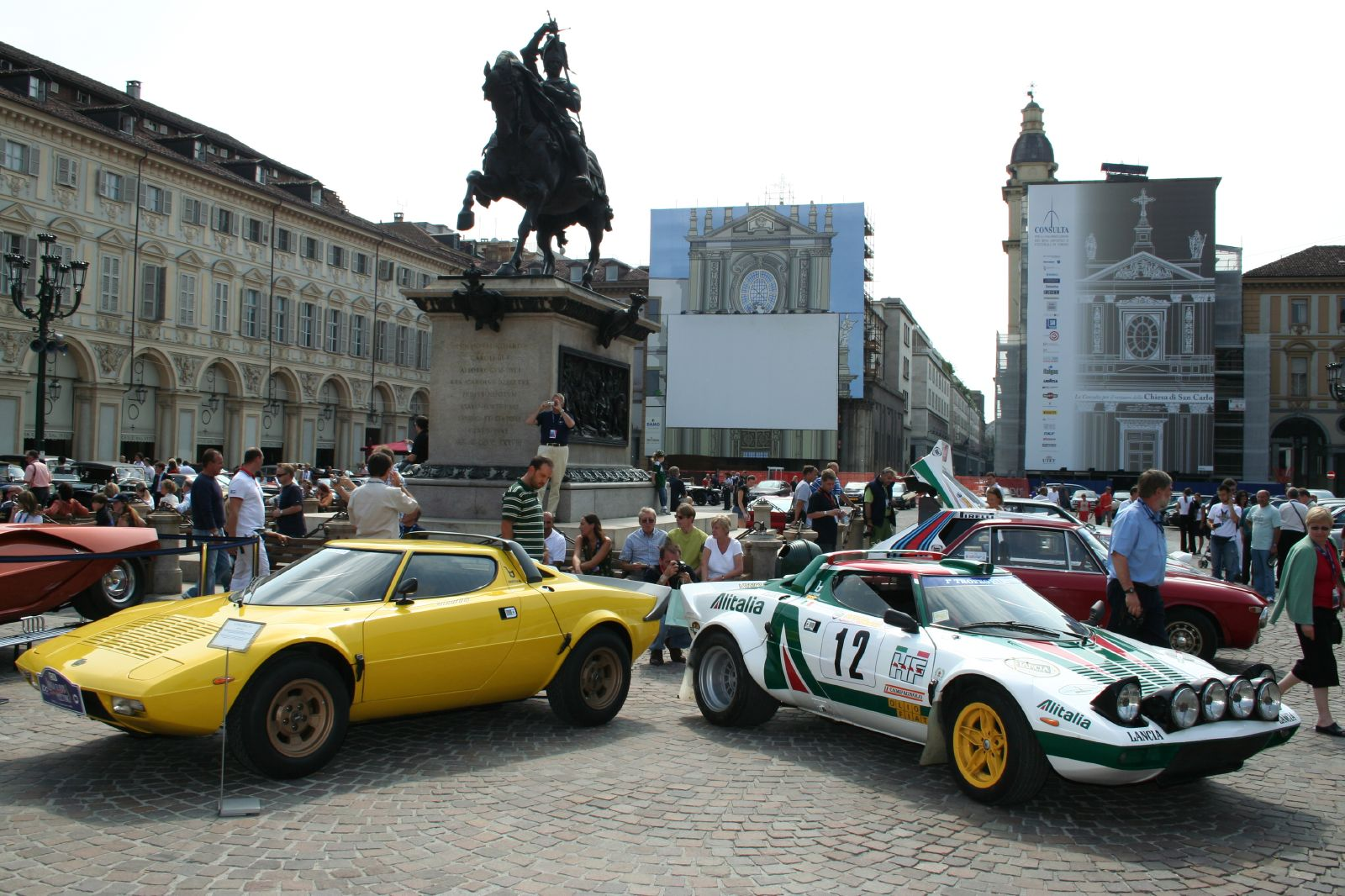
Due Stratos affiancate alle celebrazioni del centenario Lancia a Torino nel 2006: a sinistra la versione stradale gialla, e a destra la versione HF Gr. 4 "Alitalia"

La versione da gara montava cerchi in lega Campagnolo dal caratteristico disegno a stella e pneumatici di diverse misure all’anteriore e al posteriore, rispettivamente 205/50-15 e 295/35-15, ciò per garantire un’ottima aderenza del retrotreno e altrettanta direzionalità davanti. Tuttavia sulla versione stradale gli uomini del marketing Lancia vollero che la vettura fosse più una comoda granturismo che una sportiva tout court, perciò sostituirono le sospensioni su uniball con dei più comodi silentblock e pretesero di montare cerchi uguali sulle quattro ruote. Queste modifiche cambiarono il comportamento dell’auto tanto da renderla molto più imprecisa e meno efficace in curva.
Appena ottenuta l’omologazione le vetture furono inviate ai concessionari Lancia, che furono obbligati a ritirarne almeno una a testa. Nel mezzo della crisi petrolifera, vendere i 500 esemplari di Stratos con motore vorace, finiture spartane e sedili scomodi per l'ingente somma di 10.725.000 lire fu talmente difficile che molti rivenditori si liberarono della giacenza solo dopo anni e con forti sconti; i clienti che tuttavia l’acquistarono all’epoca erano sostanzialmente degli appassionati sportivi, come il tennista Nicola Pietrangeli e la sciatrice Clotilde Fasolis. Inoltre Lancia non fece assolutamente nessuna pubblicità alla Stratos stradale, anzi fu la Stratos HF a essere usata come veicolo pubblicitario.

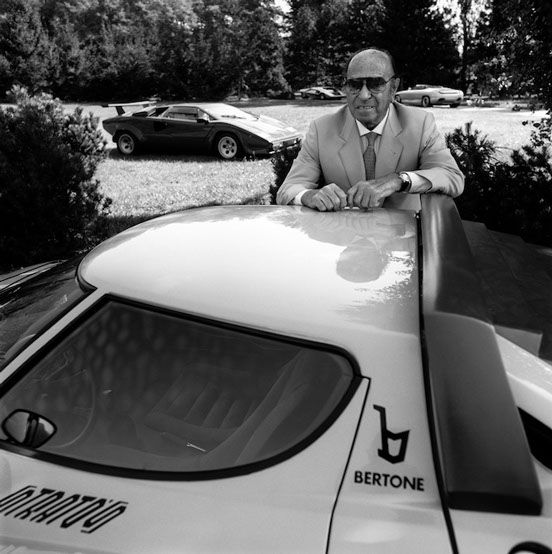
Nuccio Bertone, uno dei "padri" della Stratos, appoggiato su una di esse a Torino

I freni a disco sulle 4 ruote autoventilanti ATE-Girling non disponevano di servofreno, inutile su un’auto destinata alle competizioni. I due serbatoi, sistemati in posizione centrale, contenevano fino a 85 litri di carburante, quanto appena necessario per un’auto che percorreva appena 7 km/litro.
La parte posteriore e anteriore della carrozzeria vennero realizzate in un sol pezzo di vetroresina, così come le portiere, per poterle aprire, ed eventualmente rimuovere, velocemente. Così veniva garantita anche ottima accessibilità alle parti meccaniche, vitale nei punti di assistenza dei rally. La linea venne inoltre completamente ridisegnata da Gandini e, pur mantenendo un design estremo a cuneo, non condivideva nessun pannello con la Strato's Zero. Sulla vettura vennero inseriti 3 spoiler fissi, uno anteriore, uno posteriore e uno centrale per migliorare l'aerodinamica.
Venne scelto di posizionare il gruppo motopropulsore in posizione posteriore centrale. Così il motore e il cambio, gli stessi dalla Dino 246 GT, uniti a un differenziale autobloccante ZF a lamelle, vennero montati trasversalmente, esattamente come sulla vettura da cui provenivano.
Questo motore era l’ultima evoluzione del noto 6 cilindri a V di 65°, 2418 cm³, con monoblocco in ghisa e testata bialbero in lega leggera alimentato da 3 carburatori Weber doppio corpo invertiti 40 IDF. Sulla versione stradale, con un rapporto di compressione 9:1, erogava una potenza massima di 190 CV a 7000 giri/min e una coppia massima di 23 kgm a 4000 giri/min. Con il favorevole rapporto peso/potenza di 5,2 kg/CV la vettura poteva raggiungere i 100 km/h in meno di 7 secondi e poteva passare da 0 a 160 km/h in circa 18 secondi.

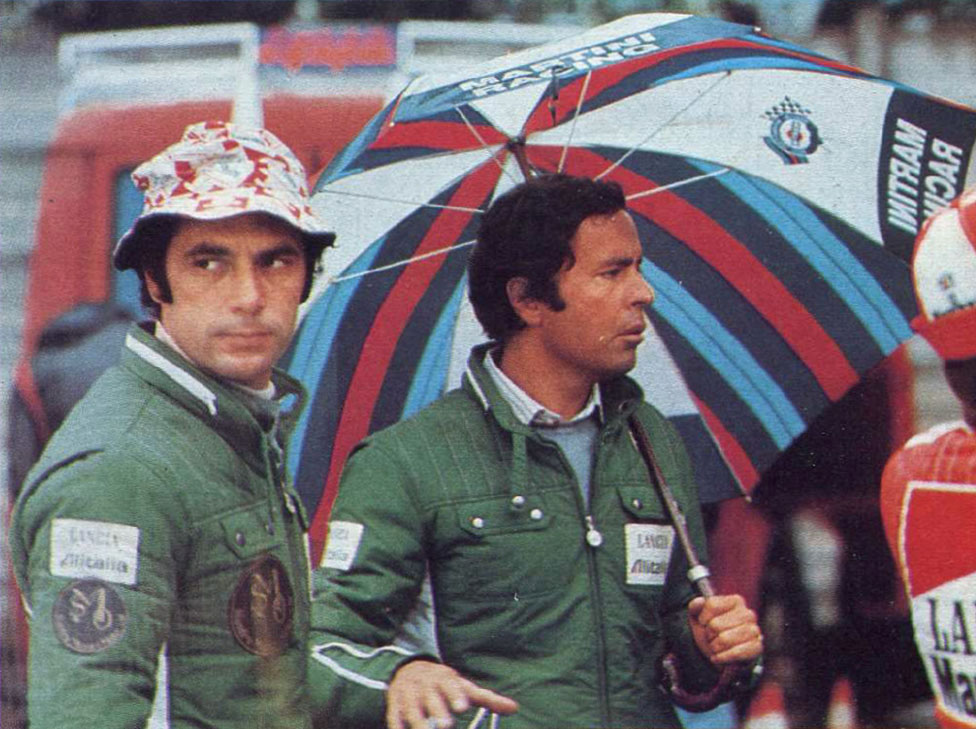
Gli altri due "padri" della Stratos, il pilota Sandro Munari e il direttore sportivo Cesare Fiorio, qui nel 1975 al Giro automobilistico d'Italia

Il gruppo motopropulsore era già valido ma portava con sé anche qualche difetto. Nelle curve a destra affrontate ad alta velocità la vaschetta (laterale) dei carburatori Weber 40 DCN montati sulle Ferrari Dino non era alimentata a sufficienza per un effetto di centrifugazione e provocava dei vuoti di alimentazione. Tali carburatori erano progettati per essere montati su motori longitudinali (i grandi V12 Ferrari montati anteriormente in posizione longitudinale). Lancia e Weber dovettero ridisegnare il collettore di aspirazione e adottare carburatori Weber IDF (ora con vaschetta centrale) dopo aver scartato l'idea dell'iniezione meccanica per una ragione di costi e facilità di messa a punto. Inoltre la trasmissione era in blocco con il motore e in caso di guasti al cambio era impossibile intervenire tempestivamente nelle difficili condizioni dei punti di assistenza rallystici.
Il V6 Dino venne poi elaborato per le gare fino a raggiungere una potenza massima di 280 CV a 8000 giri/minuto, e una coppia massima di 37 kgm a 5300 giri/minuto con tre carburatori Weber 48 DCF doppio corpo invertiti. In questo caso il V6 bialbero disponeva di sole due valvole per cilindro, venne subito prevista e poi sviluppata anche la versione a 4 valvole per cilindro (successivamente bandita insieme con altri aggiornamenti nel 1978) per ottenere altri 40 CV e arrivare così a ben 320 CV a 8500 giri/minuto. Infine venne anche creata da Carlo Facetti una versione con 560 CV sovralimentata con un turbocompressore KKK e iniezione Kugelfischer per le gare Endurance.

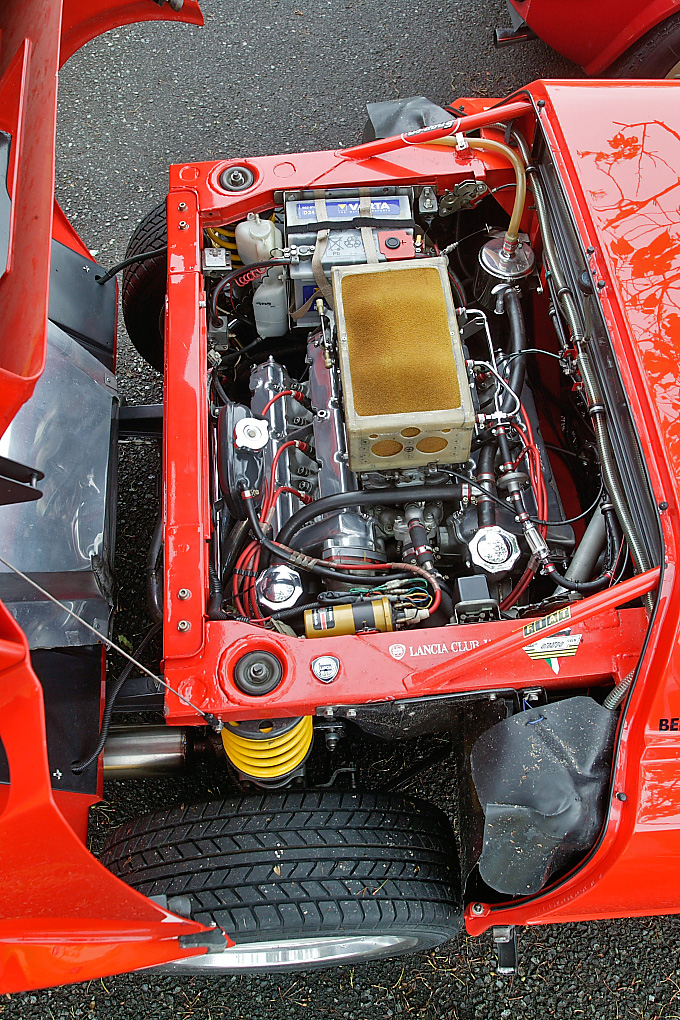
Il tanto desiderato motore Dino sotto il cofano di una Stratos HF

È stato già detto che nella versione definitiva vennero adottati il motore e la trasmissione della Ferrari Dino 246 GT, ma la situazione fu più complicata del previsto. La fornitura dei motori venne concessa alla Lancia infatti solo “all’ultimo minuto”, il 14 dicembre 1972, da Enzo Ferrari a Pier Ugo Gobbato dopo che questi, stanco delle varie difficoltà incontrate con Ferrari, aveva sondato la via dei motori Maserati, in particolare il 3,0 V6 della Merak. Solo il rischio che venissero montati dei motori del Tridente fece cadere tutte le resistenze ancora presenti a Maranello.
Per tutto il 1972 infatti ci furono diversi tira e molla tra Torino e Maranello; il 2 febbraio Enzo Ferrari telefonò a Gobbato per congratularsi della vittoria della Fulvia Coupé al Rally di Montecarlo e diede la sua disponibilità a fornire 500 motori per la Stratos; tuttavia ai primi di marzo, nacquero delle difficoltà per la fornitura dei propulsori da parte dei responsabili della produzione di Maranello. In maggio la Ferrari consegnò 10 motori Dino al Reparto Corse Lancia per essere elaborati e montati sui prototipi Stratos. Ai primi di novembre una Stratos esordisce nei rally internazionali, al Tour de Corse, tra i prototipi del Gruppo 5, mentre non c’è ancora la certezza che verranno forniti i propulsori necessari per la produzione di 500 vetture. Finalmente a dicembre, dopo la telefonata di Gobbato a Modena, caddero le ultime remore e l’11 febbraio 1973 venne firmato l’accordo legale con la Ferrari.
Tutto il 1972 tuttavia non fu tempo perso perché fu molto utile a sviluppare la macchina e renderla competitiva su ogni tipo di percorso, dai caldi sterrati del Kenya al freddo ghiaccio finlandese, passando per l’asfalto monegasco. Sotto la direzione di Cesare Fiorio e Gianni Tonti, piloti e ingegneri come Sandro Munari, Claudio Maglioli, Carlo Facetti, Mike Parkes, Gianni Gariboldi, Giampaolo Dallara, Sergio Camuffo, Francesco De Virgilio, Francesco Faleo e Nicola Materazzi collaborarono attivamente per il successo finale della nuova nata. Estenuanti test su strada furono condotti anche col supporto della Pirelli che sviluppò gomme apposite per sterrato e asfalto.
Ottenuti i motori, cominciò la corsa per produrre le vetture necessarie per l'omologazione nel Gruppo 4, tuttavia la lenta attività di produzione nello stabilimento Bertone di Grugliasco costrinse la Stratos a gareggiare come Gruppo 5 finché non venne raggiunta la quantità minima di esemplari necessari (500). In merito, nella dichiarazione di omologazione firmata da Fiorio, si afferma che al 23 luglio 1974 ne sono stati costruiti 515 esemplari. La veridicità di tale affermazione è stata messa in dubbio da molti; d'altra parte, 17 mesi dopo, la soglia minima richiesta venne abbassata a 400 esemplari, rendendo così inutile ogni polemica.

## La carriera sportiva

### La Stratos HF

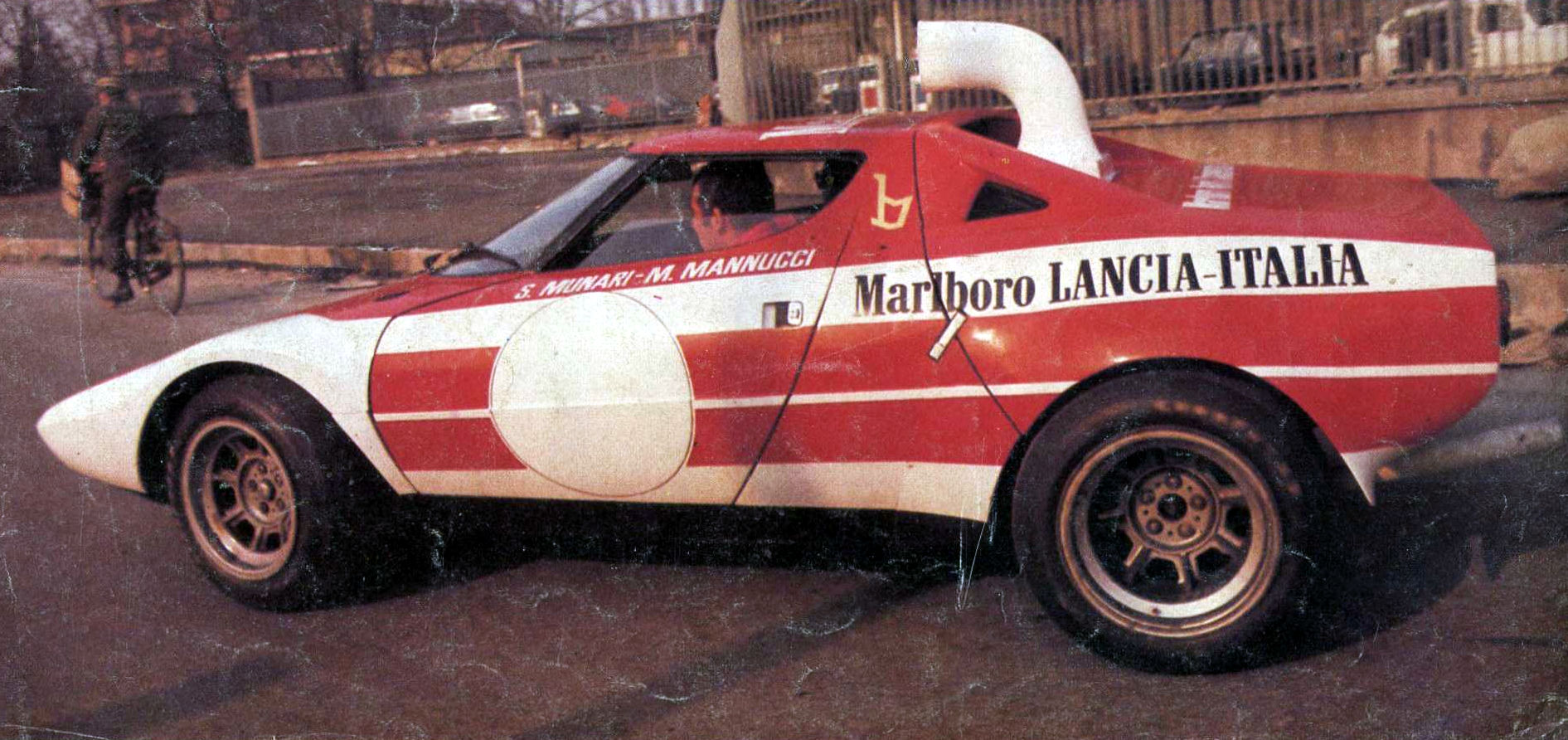
Jean-Claude Andruet e la copilota Michèle Petit “Biche” testano il prototipo da corsa Stratos HF "Marlboro" a Torino nel 1973: il modello ancora montava una presa d'aria snorkel sul tetto del vano motore, poi abbandonata.

Ottenuta l'omologazione nell'allora Gruppo 4 venne schierata in gara nei rally e fu per anni la vettura più competitiva: nelle stagioni 1974, 1975 e 1976 diventò Campione del Mondo Rally; ebbe inoltre molti altri successi di prestigio a livello europeo e nei singoli campionati nazionali, tra i quali quello italiano.
L'esordio in gara però avvenne tra i prototipi, al Tour de Corse 1972, dove fu affidata al pilota Sandro Munari, il quale dovette ritirarsi per la rottura delle sospensioni posteriori. Dopo aver sostituito i portamozzi realizzati in lamiera scatolata (deformabili sotto sforzo) con altri più resistenti in duralluminio la vettura ottenne finalmente il suo primo successo l'8 settembre del 1973 al Rally Firestone in Spagna, valido per il campionato europeo, con Sandro Munari e Mario Mannucci. Fu il primo di una lunga serie di successi durata fino al 1982, anno di scadenza della fiche di omologazione.
La stessa coppia si ripeté pochi mesi dopo al Tour de France Automobile 1973, dove arrivò la prima grande vittoria internazionale della Stratos HF con i colori Marlboro. Sempre nel 1973 la Stratos venne impiegata nella 57ª Targa Florio, dove giunse seconda pilotata da Munari e Andruet e al Giro Automobilistico d'Italia il francese utilizzò per la prima volta il motore a 24 valvole.

#### Il 1974
Il 9 giugno 1974 la Stratos HF, gareggiando ancora tra i prototipi, vinse la Targa Florio con Amilcare Ballestrieri e Gérard Larrousse. L’equipaggio italo-francese concluse la gara al primo posto completando gli otto giri del circuito in 4h, 35’, 02” alla media di 109,946 km/h. La vettura “preparata” non è molto diversa da quella di serie per i motivi già affrontati e oltre a roll-bar integrato nella scocca e altre misure di sicurezza obbligatorie ha un motore elaborato fino a 250 CV ed elementi delle sospensioni rinforzate poggiati su “uniball”.

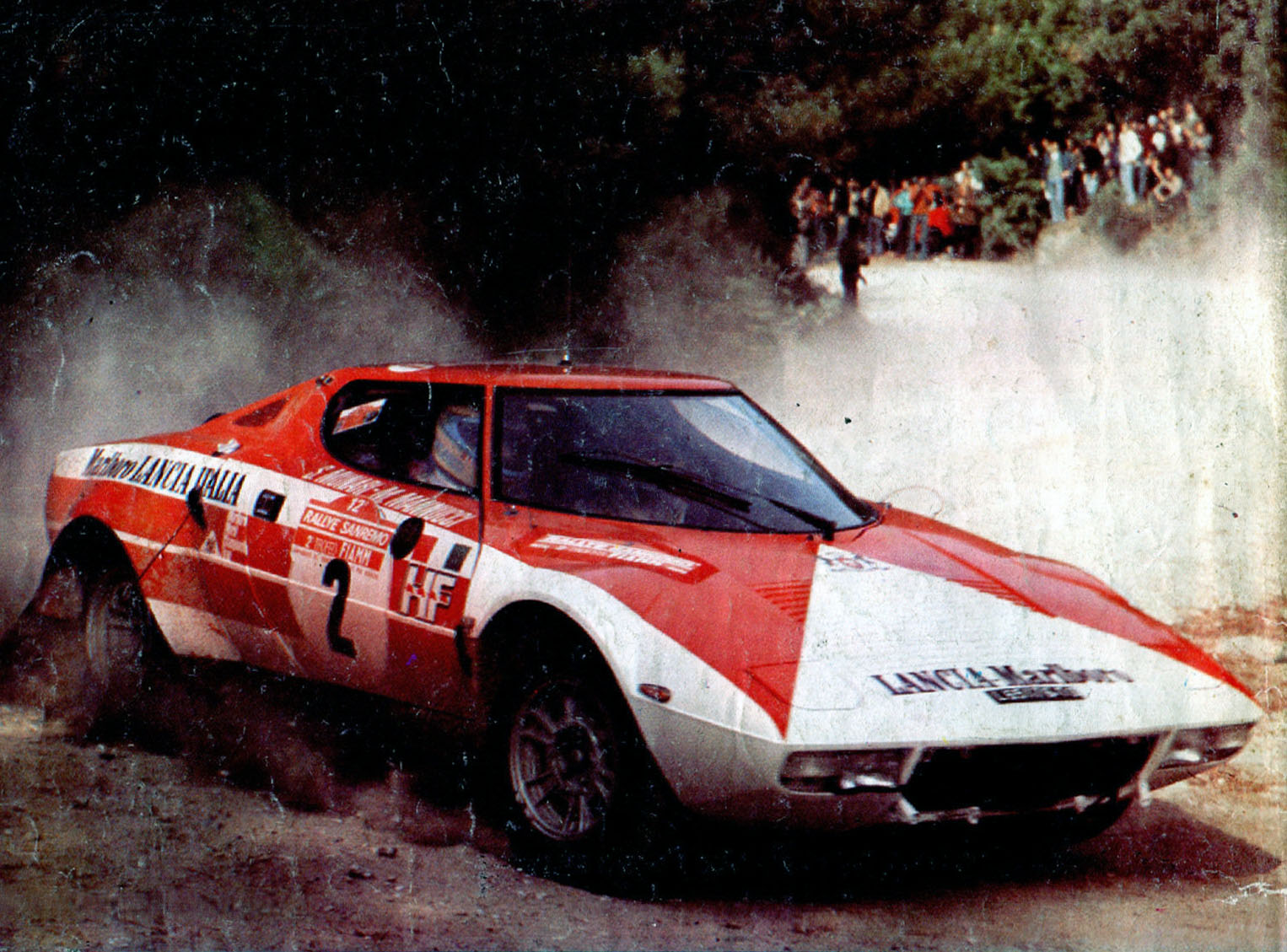
La Stratos HF Gr.4 "Marlboro" dei vincitori Munari e Mario Mannucci in azione al Rally di Sanremo 1974

Ottenuta la tanto desiderata omologazione in Gruppo 4 il 1º ottobre 1974, la coppia Munari-Mannucci vince il Rally di Sanremo sbaragliando la concorrenza, la seconda Stratos HF Marlboro, affidata ad Amilcare Ballestrieri e Silvio Maiga, dopo un avvio promettente, è costretta al ritiro per un’uscita di strada. Sebbene manchino solo pochi mesi alla fine dell’anno Lancia riesce ancora a cogliere altre due affermazioni mondiali, vincendo poche settimane più tardi, sempre con Munari-Mannucci, il Rally dei Rideau Lakes, in Canada, mentre in dicembre il pilota francese Jean-Claude Andruet, in coppia con Michèle Petit “Biche”, si aggiudica il prestigioso Tour de Corse, dove Munari si ritira per guai al motore. Grazie anche al terzo posto ottenuto dai soliti Munari e Mannucci sulle strade del RAC Rally inglese la Lancia Stratos HF conquista il Titolo Mondiale Costruttori per la Lancia. Alla prima occasione disponibile la Stratos HF aveva dimostrato di essere la vettura da battere.

#### Il 1975
In maniera insolita, nel 1975, due marchi dello stesso gruppo industriale, FIAT da una parte e Lancia dall’altra, si contendono il Mondiale Rally. Tuttavia, fin dall’inizio, è chiaro che la Fiat 124 Spider Abarth non è in grado di competere con la Stratos HF. Quell’anno comincia anche una delle sponsorizzazioni più famose della storia dei rally; quella che lega Alitalia alla Lancia e ai rally. La Stratos HF del 1975 presenta così per la prima volta la famosa livrea tricolore bianca, verde e rossa.
Quell’anno si alterneranno alla guida delle Stratos HF, il “Drago” di Cavarzere, Sandro Munari (navigato da Mario Mannucci), Björn Waldegård (insieme con Hans Thorszelius), Raffaele “Lele” Pinto (in macchina con Arnaldo Bernacchini) e Jean-Claude Andruet (in coppia con “Biche”).

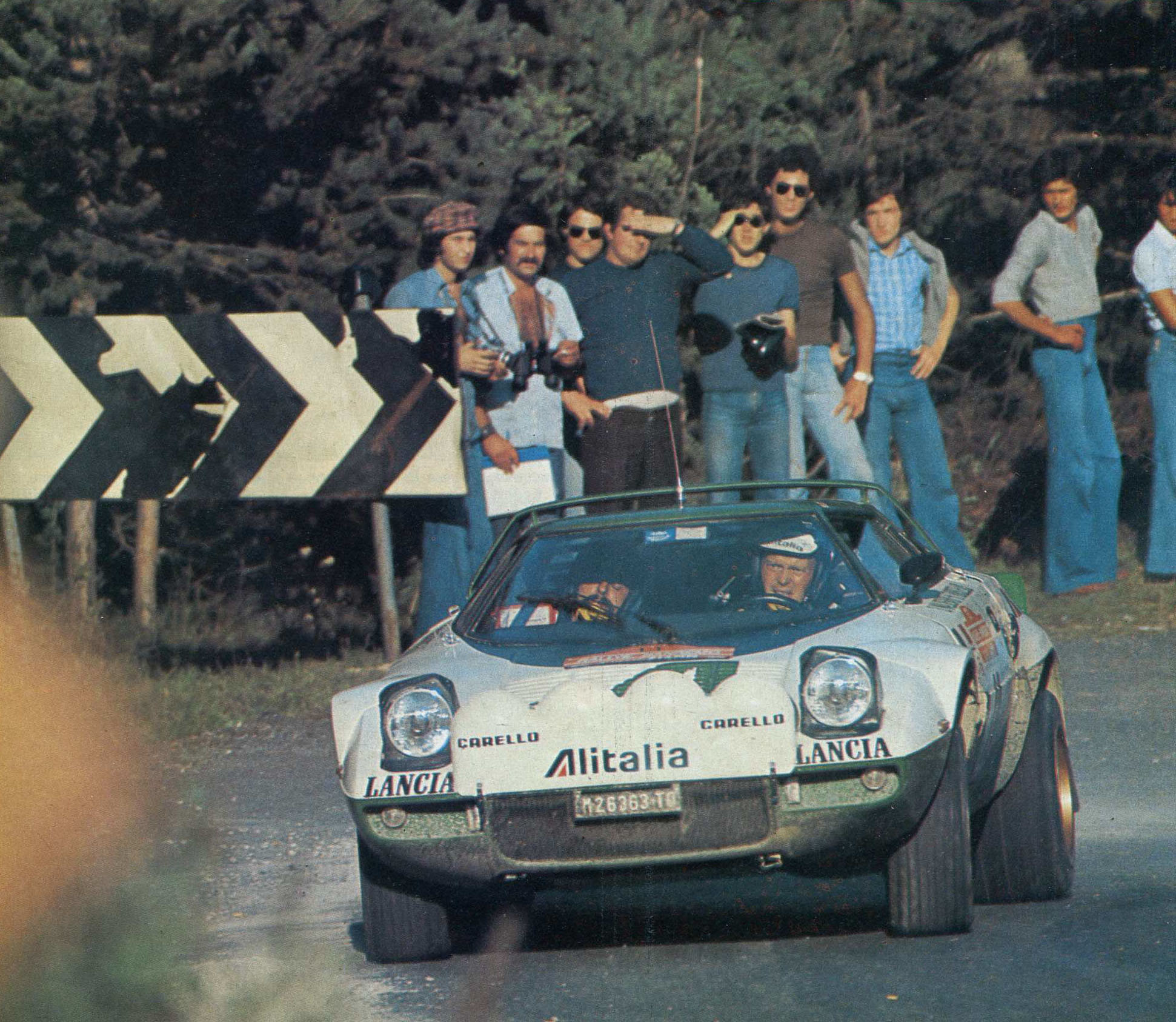
Björn Waldegård e il copilota Hans Thorszelius in controsterzo su una Stratos HF "Alitalia" nel vittorioso rally sanremese del 1975

Munari vince il Rally di Montecarlo e arriva secondo al Safari e a Sanremo, mentre Waldegård vince in Svezia e a Sanremo e viene squalificato al RAC Rally di cui aveva dominato le speciali; Bernard “Nanard” Darniche e Alain Mahé con la Stratos HF dell’importatore francese Chardonnet, vincono il Tour de Corse. La Lancia si laurea così per la seconda volta consecutiva Campione del Mondo Rally e la Stratos HF si consacra come bête à gagner, ovvero la "bestia da battere".

#### Il 1976
L’anno successivo per rinnovare le vittorie degli anni passati Lancia si affida sempre alla Stratos HF con motore 4 valvole per cilindro da 280 CV e agli stessi piloti dell’anno passato, Munari, Waldegård e Pinto, supportati occasionalmente da “Nanard” Darniche, Per-Inge Walfridsson (con John Jensen), Simo Lampinen (con navigatore Arne Hertz) e Mauro Pregliasco (in macchina con Piero Sodano). Al Rally di Montecarlo si compie una storica tripletta: Björn Waldegård e “Nanard” Darniche (Scuderia Chardonnet) completano il podio di Sandro Munari, ancora primo ma stavolta in coppia con Silvio Maiga perché Mario Mannucci è sceso dal sedile di destra per prendere il posto del Ds Daniele Audetto, chiamato alla Ferrari.
In Portogallo Munari domina, poi dopo un ritiro al Safari giunge terzo in Marocco, secondo al Sanremo e vince in Corsica, a titolo ormai conquistato. Björn Waldegård si impone per appena 4” al Rally di Sanremo con una prestazione maiuscola dopo un duello senza esclusione di colpi proprio col compagno di squadra italiano durato fino all’ultima prova speciale. Waldegård tuttavia non ha gradito il trattamento riservatogli dalla squadra Lancia in quell’occasione e cambia colori passando alla Ford. Lele Pinto e Arnaldo Bernacchini completano il podio di una storica tripletta “ligure”.
Con una serie impressionante di risultati la Lancia Stratos HF è Campione del Mondo per la terza volta consecutiva. Sempre nel 1976, Bernard Darniche conquista il titolo di Campione europeo rally, mentre l’imprenditore-pilota Antonio “Tony” Fassina, con navigatore Mauro Mannini, quello italiano.

#### Il 1977
Quell’anno presenta novità regolamentari di rilievo, infatti viene modificato il criterio per l’assegnazione del punteggio per cui per accumulare punti una macchina deve entrare nei primi dieci classificati. L’altra novità è l’istituzione della Coppa FIA Piloti, antenata dell’odierno mondiale piloti, che viene assegnata al pilota più meritevole. Quell’anno se l'aggiudica Sandro Munari, alla guida della Stratos HF.

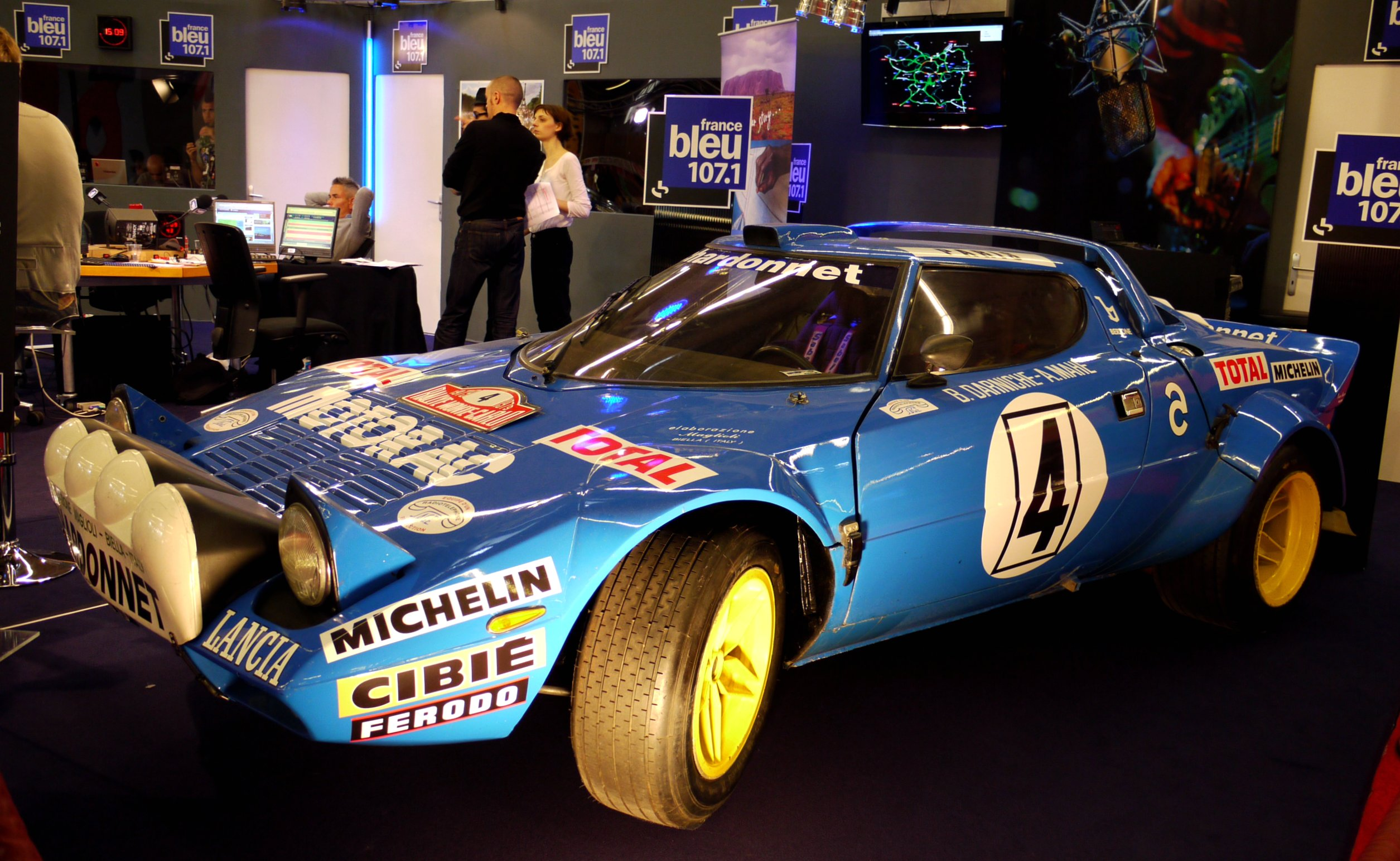
La Stratos HF della scuderia Chardonnet guidata da Bernard Darniche e Alain Mahé al rally monegasco del 1977

La Stratos HF è ancora in piena forma ma il Gruppo Fiat decide di frenarla per favorire il successo della nuova Fiat 131 Abarth Rally, sempre un’auto da rally prodotta in cinquecento esemplari, ma molto più vicina al relativo modello di serie di quanto non fosse la Stratos HF con la Beta berlina. La vettura quindi disputa ufficialmente solo Safari Rally, Sanremo, Tour de Corse e “il Monte”. Nonostante questo, la Stratos HF vince di nuovo il Rally di Montecarlo con Sandro Munari, con navigatore Silvio Maiga e lo fa per l’ultima volta con i colori Alitalia, l’anno dopo lo sponsor colorerà le “cugine” Fiat-Abarth. Il resto della stagione riserva solo piazzamenti e alla fine ci sarà solo un quinto posto. Lo stesso anno Bernard Darniche “bissa” il titolo europeo dell’anno precedente e l’equipaggio Mauro Pregliasco Vittorio Reisoli conquistano quello italiano.

#### Il 1978

Markku Alén e il copilota Ilkka Kivimäki sulla Stratos HF "Pirelli" nel vittorioso "Sanremo" del 1978

Questo è l’ultimo anno in cui la Stratos HF corre seguita dalla casa ufficiale, poi la squadra corse Lancia HF e l’Abarth Corse verranno unificate, per questo la sua presenza sarà limitata alle sole tappe europee del mondiale. Inoltre a partire dal 1º gennaio 1978 la vettura dovette tornare alle specifiche della versione "di serie": abolite la frizione bi-disco in rame, la testata a 24 valvole, il cofano posteriore allargato e altri particolari.
Nonostante una lunga serie di ritiri Markku Alén vince il Rally di Sanremo; lo fa con i nuovi colori bianco-rosso-nero della Pirelli che vestivano anche la Stratos HF di Tony Carello e Maurizio Perissinot, a bordo della quale vinsero il Campionato Europeo Rally: partecipando a 10 gare ottennero 2 ritiri, un terzo posto (Ypres) e ben 7 vittorie (Costa Brava, Targa Florio, 4 Regioni, Alpi Orientali, Halkidikis, OeASC e RACE). Invece la Stratos HF che si aggiudica il Campionato Italiano Rally con Adartico Vudafieri e Mauro Mannini porta i colori Sportitalia: i due si impongono nei rally dell’Elba, del Ciocco e delle Valli Piacentine e si piazzano al posto d’onore nella Targa Florio e nel 4 Regioni.

#### Il 1979 e gli anni seguenti

“Tony” Fassina e il navigatore Mauro Mannini sulla Stratos HF del Team Piave-Jolly Club nel vittorioso rally sanremese del 1979

Da quell’anno ogni attività sportiva del Gruppo Fiat viene seguita da una nuova struttura che unifica i reparti Lancia HF e Abarth Corse: l'Attività Sportive Automobilistiche (ASA). Nei rally mondiali si decide quindi di puntare tutto su una sola vettura, la 131 Abarth, che corre già da qualche anno, e di pensionare “ufficialmente” la Stratos HF. Direttore generale della neonata realtà sportiva sarà Cesare Fiorio e responsabile logistico di nuovo Audetto, ritornato dalla Ferrari.
Nonostante questo sono molte le scuderie e i piloti privati che continuano a correre con la berlinetta di Chivasso, che li ripagherà con prestazioni ancora all’altezza delle aspettative. In particolare Darniche con la Scuderia Chardonnet riuscirà a vincere ancora una volta il Rally di Montecarlo, con una straordinaria rimonta notturna sulla Ford Escort RS Cosworth 1800 MkII di Björn Waldegård, e anche il Tour de Corse. Lo stesso anno la coppia Fassina-Mannini, con una Stratos HF del Team Piave-Jolly Club sponsorizzata dai Concessionari Lancia, vince il Campionato Italiano Rally, coronando il campionato con il successo al Rally di Sanremo valido per il mondiale; fino alla vittoria al Rally di Argentina 1986 della Delta S4 di Massimo “Miki” Biasion e Tiziano Siviero quella resterà l’ultima vittoria tutta italiana (auto ed equipaggio) nel mondiale rally. Inoltre il principe ereditario della Georgia e pilota amatoriale Jorge de Bagration de Mukharani vince il campionato spagnolo Rally.
L’ultimo acuto di rilievo e nel Mondiale della Stratos HF fu una vittoria al Tour de Corse 1981, ancora con lo specialista Darniche per la Scuderia Chardonnet. La Stratos HF comunque continuò a gareggiare e a vincere, ma solo gare minori, ancora nel 1982, anno di scadenza dell'omologazione.
Alla fine la Stratos vincerà 3 titoli mondiali, 3 europei, 3 italiani e altre innumerevoli gare nazionali minori. Quest’auto è stata talmente vincente da guadagnarsi il soprannome di “ammazza rally”, infatti oltre a centinaia di vittorie nazionali ed europee, gli unici rally mondiali che mancano nel suo ricco palmarès sono il Rally RAC e il Safari Rally.

### La Stratos Turbo Silhouette

Carlo Facetti su Stratos Turbo Silhouette "Marlboro" in prova sul circuito del Mugello nel 1976

Fin dal 1974 incominciò lo sviluppo di una versione turbo della Stratos destinata alla pista, affidato dapprima a Munari e poi portato avanti dal 1976 da Carlo Facetti, col progetto nel frattempo evolutosi in una vera e propria versione silhouette della berlinetta. Quest'ultima, nota come Stratos Turbo Silhouette, era contraddistinta da passo allungato, motore sovralimentato da un turbocompressore KKK e iniezione meccanica Kugelfischer (560 CV circa) e vistose appendici aerodinamiche grazie alle modifiche introdotte dal nuovo regolamento Gruppo 5 per questa speciale categoria. Il duplice obiettivo era quello di partecipare al Mondiale Marche e contemporaneamente accumulare esperienza per la Stratos da Rally.
La Stratos Silhouette dovette lottare contro BMW e Porsche ed era afflitta da elevato rischio d’incendio, dovuti pare alla collocazione del turbo troppo vicino all’infiammabile carrozzeria in vetroresina. Nonostante questo, Facetti e la "Turbo-Stratos" Silhouette ottennero una prestigiosa vittoria al Giro Automobilistico d’Italia del 1976. L’anno successivo partecipò anche Sandro Munari con lo stesso modello ma fu costretto al ritiro. La vettura fece altre prestigiose apparizioni al Tour de France Automobile e alla 24 Ore di Le Mans, dove per il team Esso Aseptogyl al volante si alternarono Christine Dacremont e Marianne Hoepfner. Lo sviluppo della Silhouette avrebbe dovuto continuare ma le difficoltà incontrate durante questa fase, sommate alla morte nell'agosto del 1977 di Mike Parkes, fecero desistere Facetti.

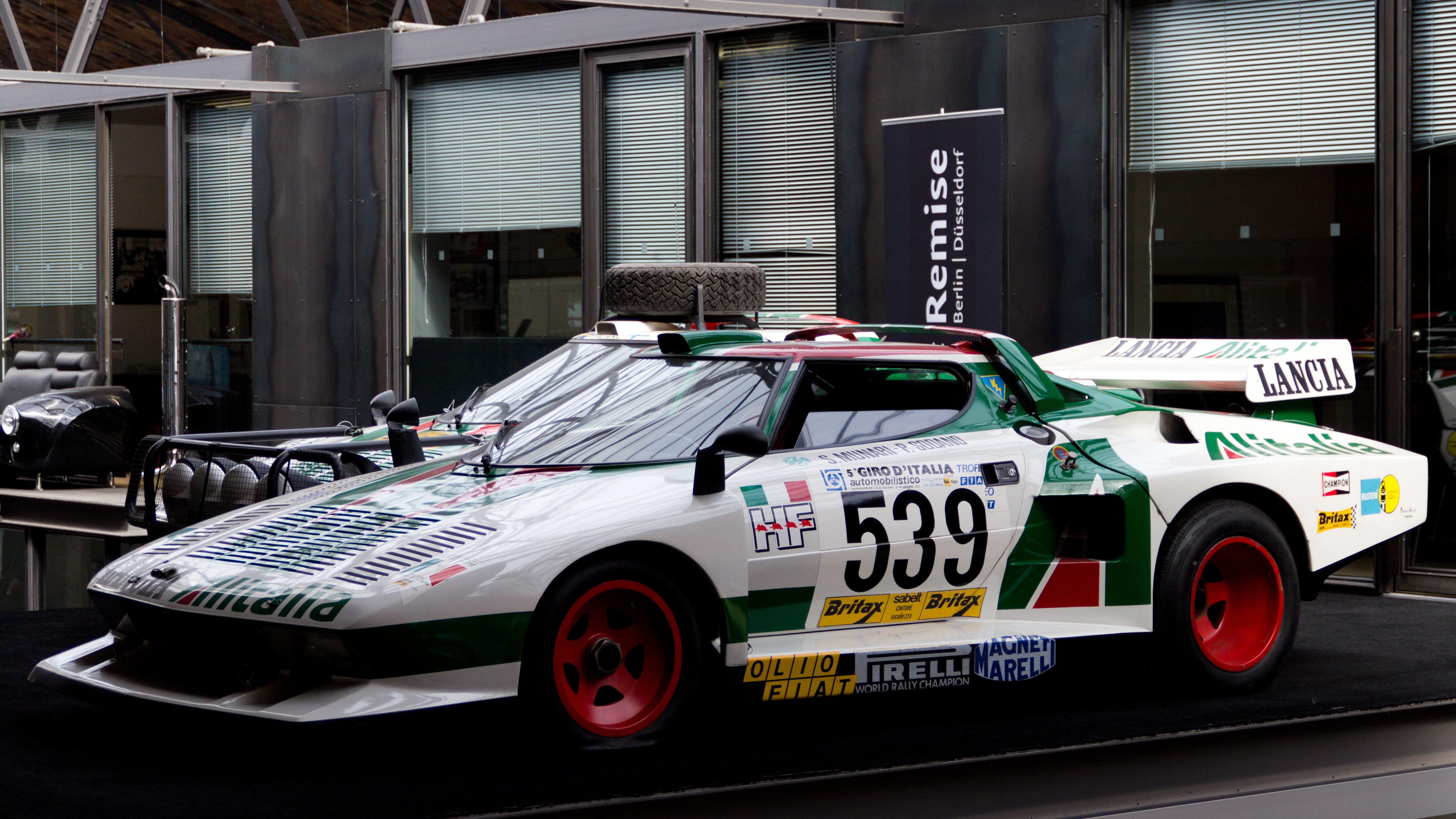
Una Stratos Turbo Silhouette "Alitalia" del 1976

Tutta l’esperienza fatta risultò utile nei rally già a partire dalla fine del 1975, dove il motore 24 valvole venne ulteriormente sviluppato da Claudio Maglioli, e in pista nel 1979, quando Lancia lasciò ufficialmente i rally e si cimentò nel Mondiale Marche con la Beta Montecarlo Turbo.
Uno degli esemplari fu completamente distrutto dalle fiamme a Zeltweg, un altro vinse il Giro Automobilistico d'Italia nel 1976, prima di essere spedito in Giappone in vista di un campionato specifico per vetture silhouette al quale però non prese mai parte. Di qui entrò a far parte della collezione Matsuda.
Attualmente fa parte della collezione di Chris Hrabalek, il più grande collezionista di Stratos nel mondo, insieme con altri dieci pezzi unici, inclusa quella preparata nel 1977 per il Safari Rally. L'esiguo numero di esemplari costruiti e il fatto che l'auto fu utilizzata in ogni tipo di gara (persino nei rallycross, certamente inadatti a un'automobile da collezione), la rendono infatti uno dei modelli più ricercati dai collezionisti di tutto il mondo.

## Caratteristiche tecniche
| Caratteristiche tecniche - Lancia Stratos (1974)                                                                                | Caratteristiche tecniche - Lancia Stratos (1974) | Caratteristiche tecniche - Lancia Stratos (1974) | Caratteristiche tecniche - Lancia Stratos (1974) | Caratteristiche tecniche - Lancia Stratos (1974) | Caratteristiche tecniche - Lancia Stratos (1974) |
| --- | --- | --- | --- | --- | --- |
| | | | | | |
| Configurazione | | | | | |
| Carrozzeria: Coupé due porte | Carrozzeria: Coupé due porte | Posizione motore: centrale posteriore trasversale | Posizione motore: centrale posteriore trasversale | Trazione: posteriore | Trazione: posteriore |
| Dimensioni e pesi | | | | | |
| Ingombri (lungh.×largh.×alt. in mm): 3710 × 1750 × 1100                                                                         | Ingombri (lungh.×largh.×alt. in mm): 3710 × 1750 × 1100 | Ingombri (lungh.×largh.×alt. in mm): 3710 × 1750 × 1100 | Ingombri (lungh.×largh.×alt. in mm): 3710 × 1750 × 1100 | Diametro minimo sterzata: | Diametro minimo sterzata: |
| Interasse: 2180 mm | Interasse: 2180 mm | Carreggiate: anteriore 1430 - posteriore 1460 mm | Carreggiate: anteriore 1430 - posteriore 1460 mm | Altezza minima da terra: | Altezza minima da terra: |
| Posti totali: 2 | Posti totali: 2 | Bagagliaio: | Bagagliaio: | Serbatoio: 85 L | Serbatoio: 85 L |
| Masse | a vuoto: 980 kg | a vuoto: 980 kg | a vuoto: 980 kg | a vuoto: 980 kg | a vuoto: 980 kg |
| Meccanica | | | | | |
| Tipo motore: "Dino" 6 cilindri a V di 65°, monoblocco in ghisa, testate in lega leggera, raffreddamento ad acqua                | Tipo motore: "Dino" 6 cilindri a V di 65°, monoblocco in ghisa, testate in lega leggera, raffreddamento ad acqua | Tipo motore: "Dino" 6 cilindri a V di 65°, monoblocco in ghisa, testate in lega leggera, raffreddamento ad acqua | Cilindrata: (Alesaggio e corsa: 92,5 x 60 mm); 2.418 cm³ | Cilindrata: (Alesaggio e corsa: 92,5 x 60 mm); 2.418 cm³ | Cilindrata: (Alesaggio e corsa: 92,5 x 60 mm); 2.418 cm³ |
| Distribuzione: doppio albero a camme in testa per bancata comandati da catena, 2 valvole per cilindro inclinate tra loro di 46° | Distribuzione: doppio albero a camme in testa per bancata comandati da catena, 2 valvole per cilindro inclinate tra loro di 46° | Distribuzione: doppio albero a camme in testa per bancata comandati da catena, 2 valvole per cilindro inclinate tra loro di 46° | Alimentazione: tre carburatori invertiti doppio corpo Weber 40 IDF | Alimentazione: tre carburatori invertiti doppio corpo Weber 40 IDF | Alimentazione: tre carburatori invertiti doppio corpo Weber 40 IDF |
| Prestazioni motore | Potenza: 190 CV a 7.000 giri/minuto / Coppia: 225 Nm a 4.000 giri | Potenza: 190 CV a 7.000 giri/minuto / Coppia: 225 Nm a 4.000 giri | Potenza: 190 CV a 7.000 giri/minuto / Coppia: 225 Nm a 4.000 giri | Potenza: 190 CV a 7.000 giri/minuto / Coppia: 225 Nm a 4.000 giri | Potenza: 190 CV a 7.000 giri/minuto / Coppia: 225 Nm a 4.000 giri |
| Accensione: elettronica | Accensione: elettronica | Accensione: elettronica | Impianto elettrico: 12V, batteria 45 Ah, alternatore 830 watt | Impianto elettrico: 12V, batteria 45 Ah, alternatore 830 watt | Impianto elettrico: 12V, batteria 45 Ah, alternatore 830 watt |
| Frizione: monodisco a secco | Frizione: monodisco a secco | Frizione: monodisco a secco | Cambio: a 5 marce, differenziale autobloccante ZF | Cambio: a 5 marce, differenziale autobloccante ZF | Cambio: a 5 marce, differenziale autobloccante ZF |
| Telaio | | | | | |
| Corpo vettura | abitacolo e tralicci di supporto in acciaio con cofani anteriore e posteriore in vetroresina | abitacolo e tralicci di supporto in acciaio con cofani anteriore e posteriore in vetroresina | abitacolo e tralicci di supporto in acciaio con cofani anteriore e posteriore in vetroresina | abitacolo e tralicci di supporto in acciaio con cofani anteriore e posteriore in vetroresina | abitacolo e tralicci di supporto in acciaio con cofani anteriore e posteriore in vetroresina |
| Sterzo | a cremagliera | a cremagliera | a cremagliera | a cremagliera | a cremagliera |
| Sospensioni | anteriori: a ruote indipendenti, doppi quadrilateri sovrapposti, molle elicoidali, ammortizzatori idraulici telescopici e barra antirollio / posteriori: a ruote indipendenti con schema MacPherson, molle elicoidali, ammortizzatori idraulici telescopici e barra antirollio | anteriori: a ruote indipendenti, doppi quadrilateri sovrapposti, molle elicoidali, ammortizzatori idraulici telescopici e barra antirollio / posteriori: a ruote indipendenti con schema MacPherson, molle elicoidali, ammortizzatori idraulici telescopici e barra antirollio | anteriori: a ruote indipendenti, doppi quadrilateri sovrapposti, molle elicoidali, ammortizzatori idraulici telescopici e barra antirollio / posteriori: a ruote indipendenti con schema MacPherson, molle elicoidali, ammortizzatori idraulici telescopici e barra antirollio | anteriori: a ruote indipendenti, doppi quadrilateri sovrapposti, molle elicoidali, ammortizzatori idraulici telescopici e barra antirollio / posteriori: a ruote indipendenti con schema MacPherson, molle elicoidali, ammortizzatori idraulici telescopici e barra antirollio | anteriori: a ruote indipendenti, doppi quadrilateri sovrapposti, molle elicoidali, ammortizzatori idraulici telescopici e barra antirollio / posteriori: a ruote indipendenti con schema MacPherson, molle elicoidali, ammortizzatori idraulici telescopici e barra antirollio |
| Freni | anteriori: a disco / posteriori: a disco, autoventilanti ATE-Girling | anteriori: a disco / posteriori: a disco, autoventilanti ATE-Girling | anteriori: a disco / posteriori: a disco, autoventilanti ATE-Girling | anteriori: a disco / posteriori: a disco, autoventilanti ATE-Girling | anteriori: a disco / posteriori: a disco, autoventilanti ATE-Girling |
| Pneumatici | 205/70VR14 con Michelin XWX o Pirelli Cinturato CN36 / Cerchi: in lega leggera Campagnolo | 205/70VR14 con Michelin XWX o Pirelli Cinturato CN36 / Cerchi: in lega leggera Campagnolo | 205/70VR14 con Michelin XWX o Pirelli Cinturato CN36 / Cerchi: in lega leggera Campagnolo | 205/70VR14 con Michelin XWX o Pirelli Cinturato CN36 / Cerchi: in lega leggera Campagnolo | 205/70VR14 con Michelin XWX o Pirelli Cinturato CN36 / Cerchi: in lega leggera Campagnolo |
| Prestazioni dichiarate | | | | | |
| Velocità: 225 km/h | Velocità: 225 km/h | Velocità: 225 km/h | Accelerazione: 1 km da fermo: 26,7 s | Accelerazione: 1 km da fermo: 26,7 s | Accelerazione: 1 km da fermo: 26,7 s |
| Consumi | (norme CUNA) 10,35 litri/100km | (norme CUNA) 10,35 litri/100km | (norme CUNA) 10,35 litri/100km | (norme CUNA) 10,35 litri/100km | (norme CUNA) 10,35 litri/100km |
| Altro | | | | | |
| Note | dati della versione stradale; il motore preparato per le competizioni arrivava a 280 CV, ma poteva essere portato fino a 320 CV nella versione 4 valvole per cilindro; mentre la versione con turbocompressore del 1976 sviluppava da 420 a 560 CV                             | dati della versione stradale; il motore preparato per le competizioni arrivava a 280 CV, ma poteva essere portato fino a 320 CV nella versione 4 valvole per cilindro; mentre la versione con turbocompressore del 1976 sviluppava da 420 a 560 CV                             | dati della versione stradale; il motore preparato per le competizioni arrivava a 280 CV, ma poteva essere portato fino a 320 CV nella versione 4 valvole per cilindro; mentre la versione con turbocompressore del 1976 sviluppava da 420 a 560 CV                             | dati della versione stradale; il motore preparato per le competizioni arrivava a 280 CV, ma poteva essere portato fino a 320 CV nella versione 4 valvole per cilindro; mentre la versione con turbocompressore del 1976 sviluppava da 420 a 560 CV                             | dati della versione stradale; il motore preparato per le competizioni arrivava a 280 CV, ma poteva essere portato fino a 320 CV nella versione 4 valvole per cilindro; mentre la versione con turbocompressore del 1976 sviluppava da 420 a 560 CV                             |

## Concept derivate

### Lancia Sibilo

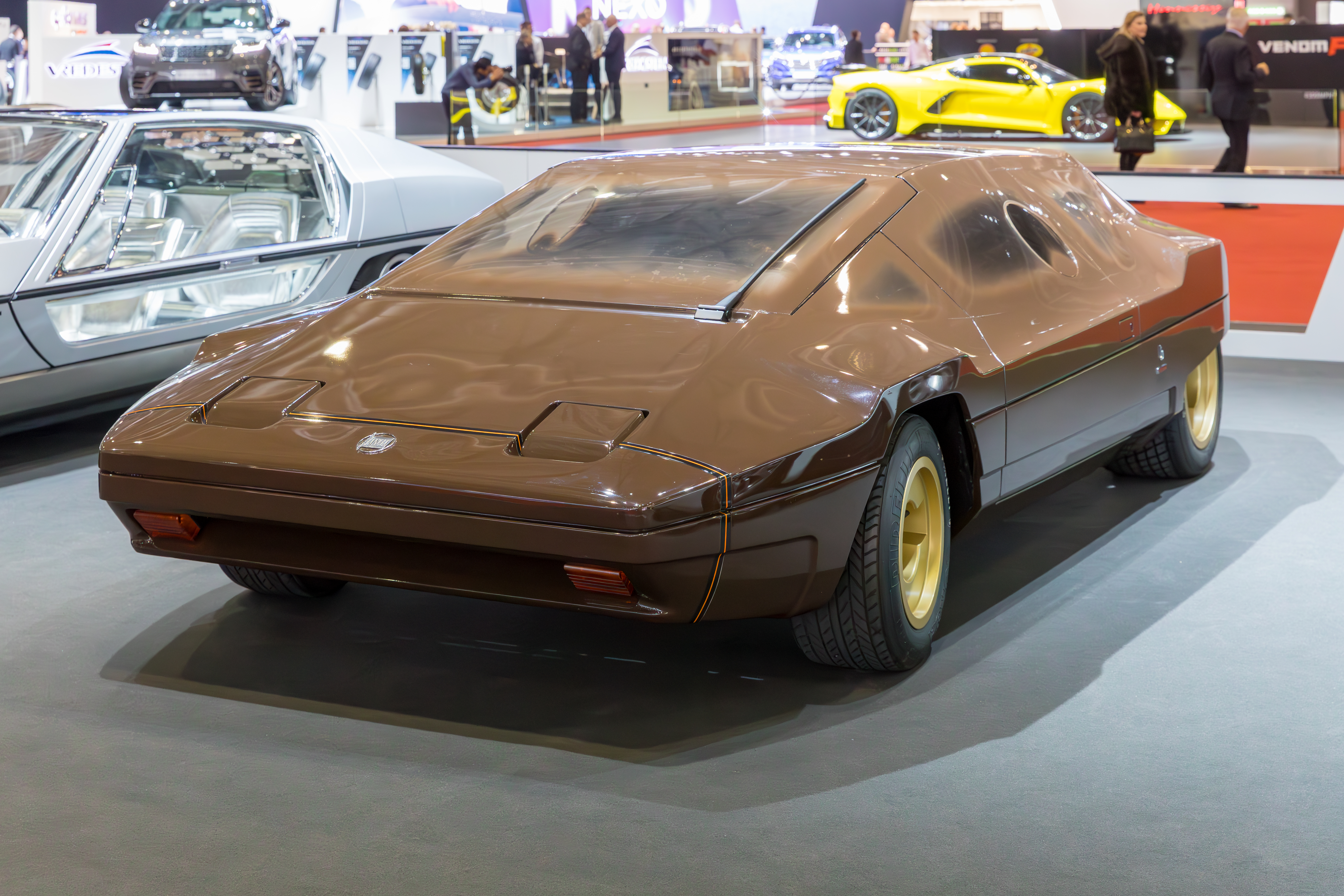
La Lancia Sibilo del 1978, esposta al Salone dell'automobile di Ginevra 2018

La Lancia Sibilo, chiamata anche Lancia Bertone Sibilo o Bertone Sibilo, è una concept car disegnata da Marcello Gandini realizzata dalla Carrozzeria Bertone sulla base della Lancia Stratos nel 1978. La Sibilo eredita direttamente dalla Stratos tutta la meccanica eccetto che per il passo, allungato di 10 cm. Il prototipo vuole essere una scultura "monolitica" dalle linee nette e squadrate che includa tutti gli elementi e gli accessori in un'unica superficie. Anche i finestrini in policarbonato si fondono con la carrozzeria; la vernice color cioccolato non si ferma sui pannelli ma viene sfumata anche sugli stessi cristalli, inglobandoli armonicamente nell'insieme. Su questi ultimi è presente una piccola porzione circolare come un oblò apribile per aerare l'abitacolo.

### Fenomenon Stratos

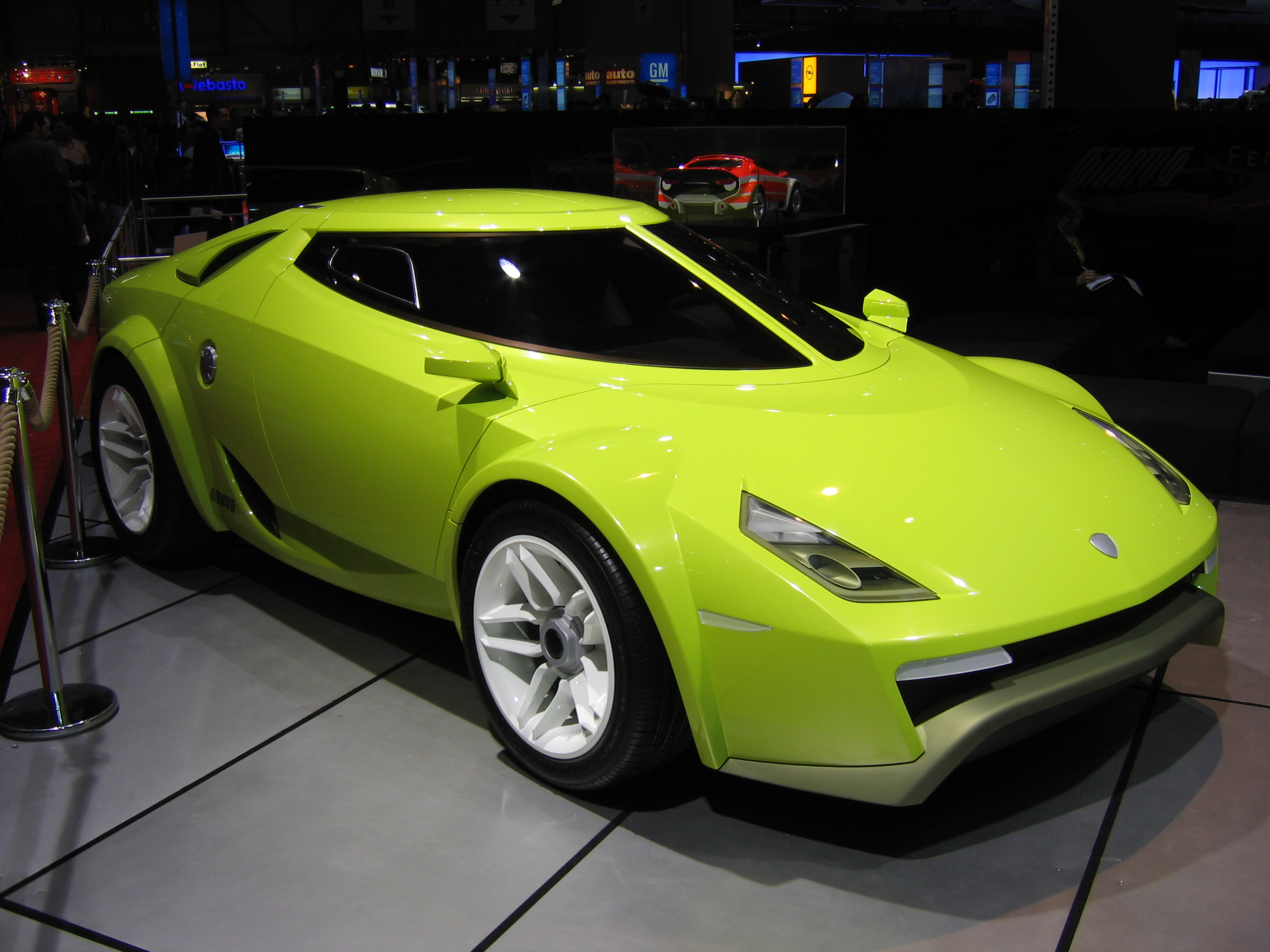
La Fenomenon Stratos del 2005, esercizio di stile dell'omonimo studio.

Nel 2004 iniziano a trapelare informazioni riguardo a un'interpretazione da parte della Fenomenon Holistic Design e della Prodrive, della Lancia Stratos. Al Salone dell'automobile di Ginevra nel marzo 2005 apparve un modello denominato Fenomenon Stratos, disegnato dal designer capo Chris Hrabalek e concepito per montare un motore V8 da 425 cavalli in posizione centrale.

### Pininfarina New Stratos

La MAT New Stratos alla Trento-Bondone 2018

A fine novembre 2010 la Pininfarina ha realizzato una one-off chiamata New Stratos, ispirata alla Lancia Stratos e realizzata a partire dalla base della Ferrari F430 Scuderia; l'auto è stata commissionata dall'imprenditore nel campo automobilistico e collezionista di auto d'epoca Michael Stoschek. Dopo la sua progettazione e costruzione, il modello ha superato e ottenuto l'omologazione TÜV per poter circolare su strada.
Nel corso del 2018, la società MAT Manifattura Automobili Torino annuncia la produzione in serie limitata della New Stratos, «stimata in 25 esemplari», costruiti al termine dell'esordio della vettura al Salone dell'automobile di Ginevra del 2018.

## Repliche

### Hawk HF Series

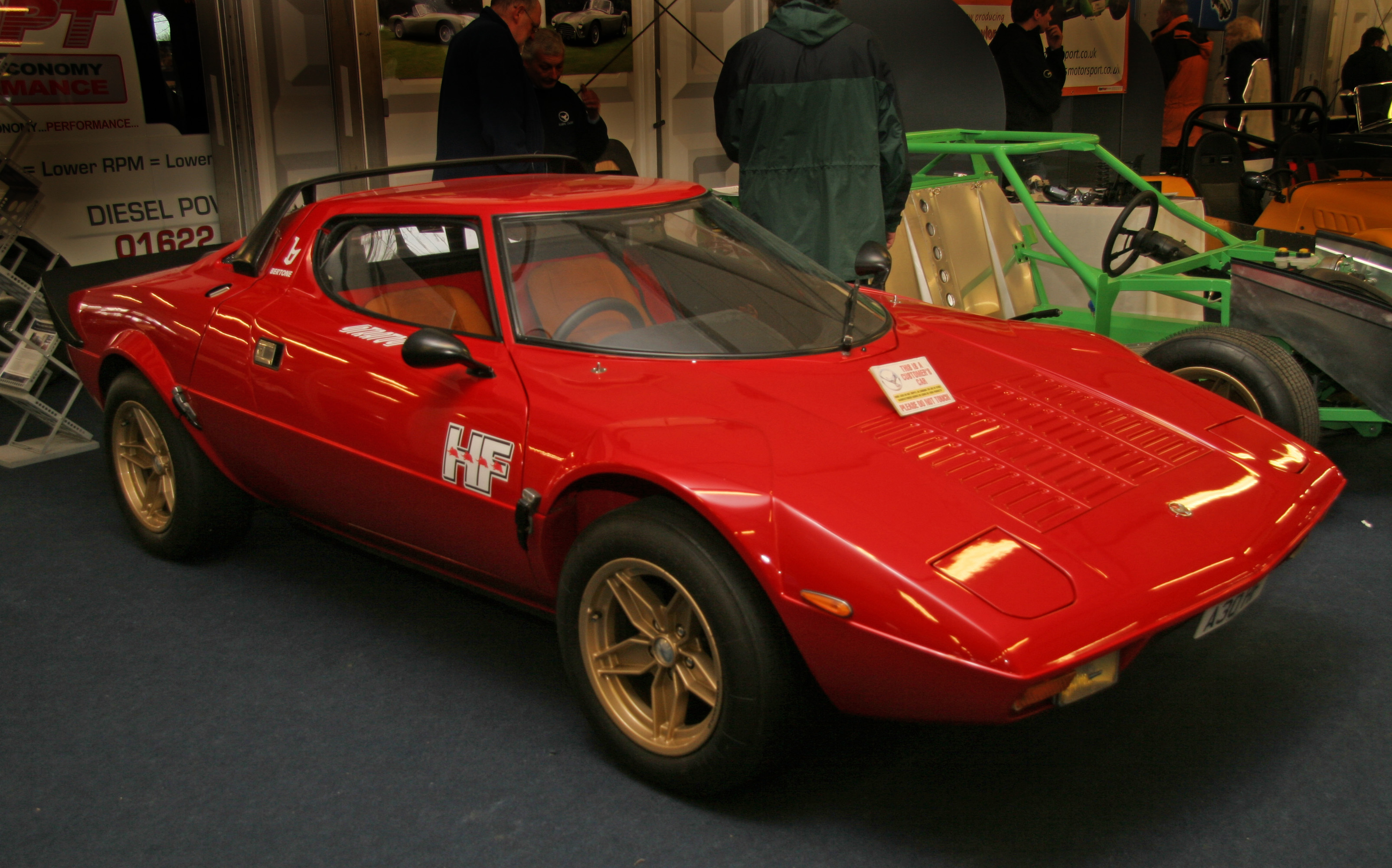
Una Hawk HF: una replica è immediatamente riconoscibile dalle Stratos originali per la guida a destra

Della Stratos sono state create diverse kitcar da parte dell'azienda Hawk Cars Limited. Queste vetture, denominate HF, possono essere equipaggiate con propulsori di diversa derivazione a seconda della serie di appartenenza: Lancia (HF2000), Ferrari (HF2400 e HF3000QV) o Alfa Romeo (HF2500 e HF3000). La Hawk è talmente fedele all'originale che i suoi pezzi sono intercambiabili con le Stratos originali.

### LB Specialist Cars
La Lister Bell produce una replica della Stratos in due versioni diverse: La STR, che può montare motori V6 e V8 Alfa Romeo e Ferrari e la STR-M modificata per ospitare il motore V8 3.0 o 3.2 della Ferrari Mondial.
L'intero telaio della Stratos originale è stato riprogettato al CAD in modo da renderlo più rigido. Le modifiche più evidenti sono i montanti del parabrezza che arrivano fino al pianale.